# Niersen
Niersen is een buurtschap in de gemeente Epe (Nederlandse provincie Gelderland), circa drie kilometer ten westen van Vaassen.
De buurtschap ligt te midden van de bossen van de Veluwe, aan een oude weg, waarlangs veel grafheuvels te vinden zijn. Niersen bestaat al enkele eeuwen, het werd in 1335 al in een document genoemd als 'Marka niirsen'. De ligging van de grafheuvels aan de Elburgerweg doet echter aannemen dat de omgeving van Niersen waarschijnlijk al circa 6000 jaar wordt bewoond.
In de middeleeuwen leefden de bewoners van schapenteelt en akkerbouw. De schapenmest werd benut als bemesting.
In de omgeving van Niersen bevinden zich veel sprengen, die een vroege industrialisatie in het dorp Vaassen mogelijk maakten. Langs de loop van de verschillende beken werden papierfabrieken, wasserijen, forellenkwekerijen en andere door watermolens aangedreven inrichtingen gesticht.
Het aanwezige water maakte tevens landbouw mogelijk op de Niersense enk. De bevolking wist zich in vroegere tijden ook in leven te houden door veeteelt. De destijds omringende heidevelden werden met schaapskudden begraasd.
Niersen wordt ten zuiden en westen omsloten door Kroondomein Het Loo.

## Evenementen
Samen met Gortel vinden er in Niersen sinds 1946 allerlei activiteiten en oud-Hollandse spelen plaats rond Koninginnedag en later Koningsdag.